# 索尼A卡口闪光灯列表
本列表是为Minolta AF系统所制造的专用闪光灯列表，仅包含美能达，柯尼卡美能达，Sony α所制造之闪光灯，并不包含第三方产品。

## 小型热靴闪光灯
- 第一代，随AF SLR发布
  - 1800AF
  - 2800AF
  - 4000AF

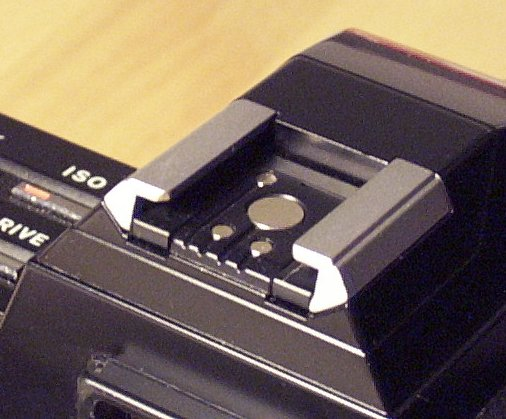
Minolta AF 第一代机器，α-7000上的标准热靴接口，可支持之前X700专用闪光灯，完成TTL功能

这一代闪光灯可以与之前随X-700一同推出的PX闪光灯进行交换使用，同样可实现同步与TTL测光。

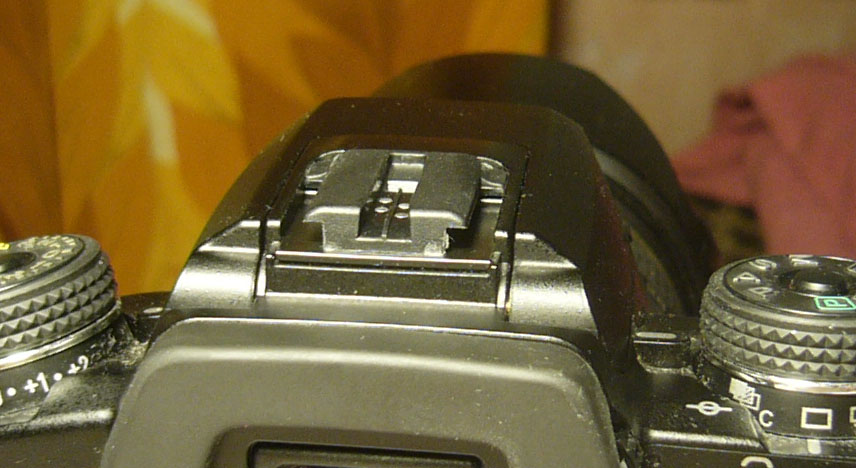
iISO热靴接口，今日的索尼α系列沿用此设计

- 第二代，随i系机身发布iISO热靴接口，今日的索尼α系列沿用此设计
此代闪光灯与机身启用新iISO热靴接口
  - 2000i
  - 3200i
  - 5200i

- 第三代xi系
此代闪光灯配合xi系及之后的机身可支持离机无线引闪，并可完成比例闪光
  - 2000xi
  - 3500xi
  - 5400xi

- 第四代
此代闪光灯配合相应的机身可实现离机情况下的高速同步
  - 5400HS

- 第五代
此代机身与镜头引入了ADI功能，在机身，镜头与闪光灯都支持的条件下，可实现ADI闪光功能
  - 2500HS(D)
  - 3600HS(D)
  - 5600HS(D)

- 五代半

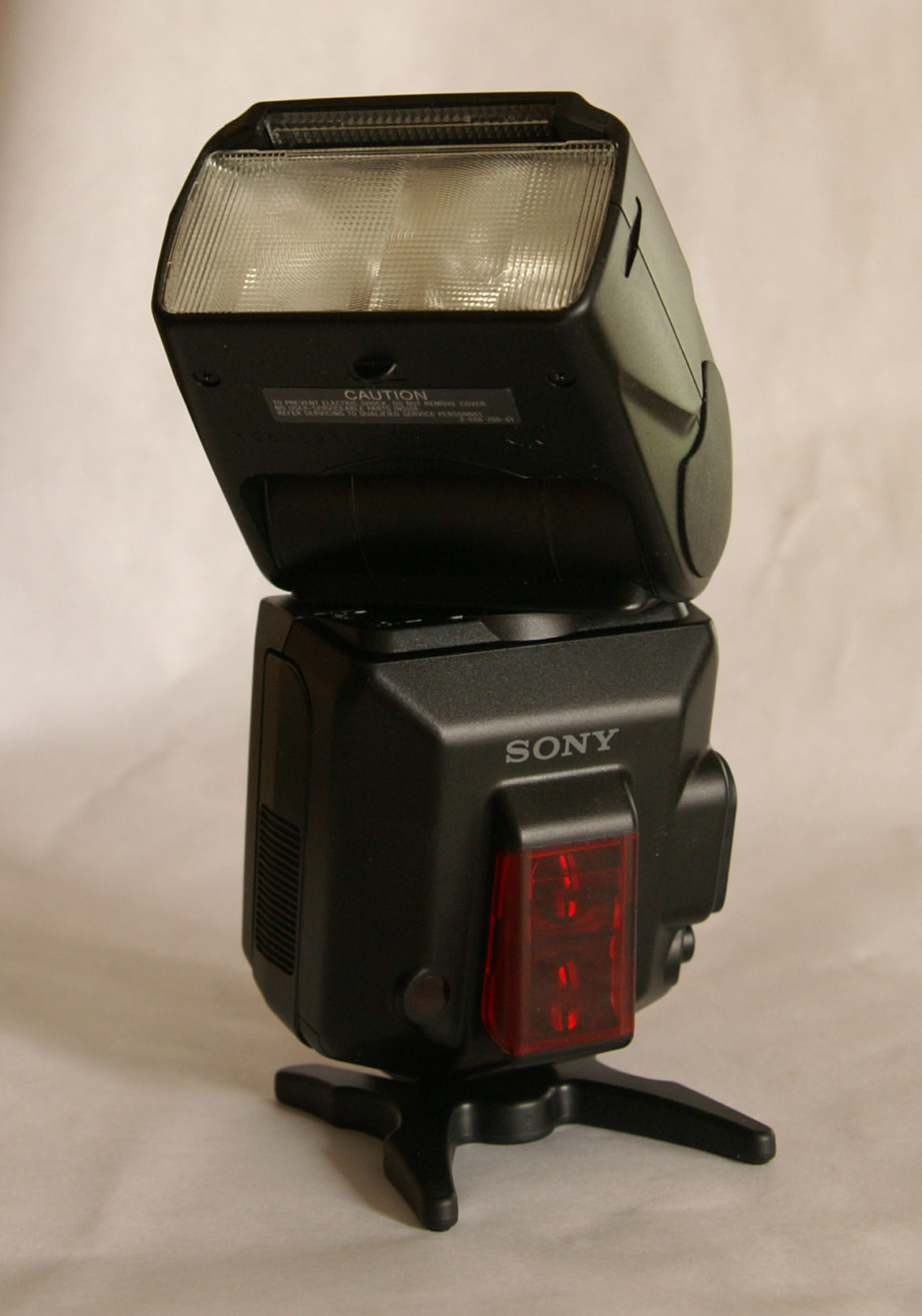
HVL-F56AM可实现灯头多角度旋转

HVL-F56AM可实现灯头多角度旋转这一代由于柯尼卡美能达将影像事业部门移交给索尼公司，故厂牌发生了变化，但产品依旧采用第五代的3600HS(D)以及5600HS(D)的设计
  - HVL-F36AM
  - HVL-F56AM

- 第六代

完全是Sony 自家品牌的产品，創意的新設計使燈頭可左右90度垂直擺動，以方便垂直拍攝減少陰影，這一代亦是最后一代iISO 热靴产品。
- - HVL-F20AM
  - HVL-F42AM
  - HVL-F58AM

其后，Sony 放弃 iISO 热靴转为MI热靴

## APS专用
为配合美能达推出的Vectis系列APS幅面照相机，发布了一款闪光灯
- Vectis SF-1

## 微距用闪光灯
Minolta
- Ring Flash R-1200
- Macro Twin Flash T-2400
- Macro Flash Controller MFC-1000

Ring Flash R1200 或 Twin FlashT2400 必需配合 Macro Flash Controller MFC-1000 才能使用。

Sony
- Ring Flash HVL-RL1
- Macro Twin Flash HVL-MT24AM

Ring Flash HVL-RL1 和 Twin Flash HVL-MT24AM 是两个独立系统，要注意的是 Ring Flash HVL-RL1是LED灯不是闪光灯。Macro Twin Flash HVL-MT24AM 已經包括 Flash Controller 在內。